# Сиверс, Фёдор Фёдорович
Фёдор Фёдорович Си́верс (нем. Friedrich Wilhelm von Sivers; 1748—1823) — генерал-майор, сенатор, тайный советник, Курляндский гражданский губернатор.

## Биография
Происходил из лифляндских дворян, родился 26 июля (6 августа) 1748 года в имении Gute Ranzen в Лифляндской губернии (ныне Буртниекский край, Латвия). Отец — майор Фридрих Вильгельм фон Сиверс (26.05.1716 или 21.05.1717, Ревель — 03.01.1781 или 11.01.1781, Эйсекулль), сын Петра Ивановича Сиверса. Мать — Лунетта Вильгельмина фон Ребиндер (1729 — 12.02.1753), дочь Отто Магнуса фон Ребиндера (1700—1768) и Софии Елены фон Эссен (1702—1776). Отец через полтора года после смерти матери вновь женился; с 25 сентября 1754 года мачехой стала Анна фон Шульц (1726—1788), наследница имения Соосаар, дочь Вильгельма фон Шульца (? — 1732/1733) и Софии Елизаветы, урождённой фон Фик (1705—1760). 
На военную службу вступил в армию ефрейт-капралом в 1763 году. В 1767 году был назначен полковым адъютантом и в том же году переведён адъютантом в штаб генерал-майора графа Апраксина. В 1767 и 1768 годах был в походах в Польше и участвовал при осаде, штурме и взятии города Бара и при взятии Кракова; в кампании следующего года состоял волонтёром в отряде полковника Шепелева и участвовал во многих делах и сражениях против польских повстанцев.
В 1770 году Сиверс участвовал в турецком походе и был при осаде и штурме Бендер. В следующем году был в Крымском походе, состоя в корпусе генерал-поручика князя Прозоровского отличился при взятии Перекопской линии и города Кафы.

В 1773 году участвовал в походе за Дунаем, в корпусе генерал-поручика князя Долгорукого. Командуя отрядом лёгких войск разбил турок под Карасу, при занятии города Базарджика и под местечком Козлищем; 22 сентября за отличие был произведён в секунд-майоры Ростовского карабинерного полка. В 1774 году принимал участие в сражениях при разбитии неприятеля у деревни Каранаши и вновь под Базарджиком. В 1776 году, 26 ноября, был награждён орденом Св. Георгия 4-й степени (№ 238 по кавалерскому списку Судравского и № 296 по списку Григоровича — Степанова):
За храброе и мужественное атакование в турецкую войну с двумя эскадронами засевших в лесу янычар, отбитие двух пушек и за разбитие с Московским карабинерным полком всех неприятельских сил, вышедших из Шумлы.
Его биограф писал: «Под российскими флагами он сражался так, что самые смелые люди называли его образцом. Его храбрость не была кипучей и суетливой, а холодной и твёрдой. Известно, что он никогда не обнажал меч на собрании и никогда лично не проливал вражескую кровь. С крайним негодованием он отказался опустошать опустевшую турецкую провинцию, но принял и выполнил задачу по преследованию турецкой армии двумя казачьими полками в течение пяти дней».
Оставил военную службу в чине полковника 6 сентября 1786 года.
Ф. Ф. Сиверс 3 декабря 1789 года был избран уездным предводителем дворянства Лифляндской губернии, а 2 декабря 1792 года — губернским предводителем той же губернии (с перерывом — до 1798 года). На этой должности он активно занимался вопросами реформы сельского хозяйства в прибалтийском крае и труды его увенчались принятием указа 1804 года, которым крепостное право в Лифляндии было отменено. Современник отмечал: «Сиверс был человеком, горячо желавшим добра, но жестокость его характера мешала ему всегда добиваться этого правильным путем. Привыкший к приказам в своей военной карьере, он <…> не терпел возражений против мер, которые казались ему целесообразными. <…> среди ливонской знати он насчитывал лишь немногих друзей, которые, ценили его активность и целеустремленность».
В 1797 году Сиверс был назначен ландратом, с производством в чин генерал-майора, и награждён орденом Св. Анны 2-й степени, а в 1804 году ему были пожалованы алмазные украшения к этому ордену. 
В 1810 году он был назначен председателем Лифляндского комитета по отчётной части, в следующем году награждён орденом Св. Анны 1-й степени. 
С 21 сентября 1811 года Сиверс занял должность Курляндского гражданского губернатора, с переименованием в действительные статские советники, и в следующем году, за отличие, оказанное им по должности во время Отечественной войны с французами, был произведён в тайные советники.
Высочайшим указом от 31 августа 1814 года Сиверсу было повелено присутствовать в 4-м департаменте Правительствующего сената. В 1815 году он командирован был для ревизии Волынской губернии и для производства следствия относительно поступков начальника губернии сенатора Комбурлея и вообще для расследования разных беспорядков и злоупотреблений в губернии, исполнял должность губернатора с 22 марта по 13 апреля 1816 года. В 1817 году был назначен председателем комитета для рассмотрения дел, возникших по Волынской губернии, но вступил в эту должность в 1819 году.
Среди прочих наград Сиверс имел орден Св. Александра Невского.
Находясь в отпуске по случаю расстроенного здоровья, умер 27 декабря 1823 (8 января 1824) года на своей мызе Ранцея в Венденском уезде Лифляндской губернии.

## Семья
Женился в Выборге 14 апреля 1776 года на Анне фон Тауберт, которая через год 8 августа 1777 года умерла.
Вскоре, 21 мая 1779 года он женился вторично — на дочери Якоба Генриха фон Лилиенфельда (1716—1785) и Христины фон Фик (1722—1788), Христине Якобине (1757—1824). Их дочь, Анна Генриетта Христина Мария Вильгельмина (05.09.1780—04.01.1855, Париж), унаследовала родовое имение; замуж вышла за французского капитана Максимилиана д'Амбелара.  